# Halmopota anatolicus
Halmopota anatolicus är en tvåvingeart som beskrevs av Canzoneri och Giuseppe Giovanni Antonio Meneghini 1974. Halmopota anatolicus ingår i släktet Halmopota och familjen vattenflugor.
Artens utbredningsområde är Turkiet. Inga underarter finns listade i Catalogue of Life.